# Demolition Racer
Demolition Racer es un videojuego de carreras de combate vehicular desarrollado por Pitbull Syndicate y publicado por Infogrames North America para PlayStation, Dreamcast y Windows.

## Jugabilidad
El juego combina destrucción y tácticas de conducción en un entorno de carreras vertiginoso. Es muy similar a la serie Destruction Derby. La versión para PC contenía gráficos en el juego ligeramente mejores que la versión de PlayStation e incluía clima y horas del día variados. Los conductores reciben retratos extravagantes (opcionales) que se muestran en el costado de la pantalla en una carrera, mostrando quién está delante de quién.
El juego fue relanzado para Dreamcast como Demolition Racer: No Exit, que presentaba nuevas pistas, autos nuevos, minijuegos desbloqueables y un modo adicional llamado "No Exit", que juega lo mismo que Last Man Standing en los otros juegos. En la versión de Last Man Standing de No Exit, el jugador ahora debe intentar sobrevivir el mayor tiempo posible. El juego también fue rediseñado y mejorado. Por ejemplo, se actualizaron los gráficos (lo mismo ocurre con el HUD y los menús), los niveles ahora tienen efectos de sonido ambiental (como multitudes vitoreando) y todos los autos de los conductores también se muestran en la pantalla de resultados en qué condiciones estaban queda con el final de una carrera.

## Desarrollo
El 15 de marzo de 1999, el juego fue anunciado por Accolade.

## Reception
Demolition Racer: No Exit recibió "críticas generalmente favorables" según el sitio web agregador de reseñas Metacritic. Jeff Lundrigan de NextGen dijo sobre la versión de PlayStation en su número de noviembre de 1999: "Aunque este juego tiene algunas mejoras 'modernas' como accesos directos (que parecen pegados), la mecánica del juego bien podría haber sido trasplantada entera y sangrando de Destruction Derby", y advirtió al lector que "alejarse de este naufragio humeante". Un año más tarde, sin embargo, escribió que No Exit "todavía no está a la altura de su potencial, pero no obstante es un título divertido".